# Kluse (Emsland)
Kluse ist eine Gemeinde in der Samtgemeinde Dörpen im Landkreis Emsland im westlichen Niedersachsen.

## Geografie

### Lage
Die Gemeinde Kluse liegt an der Ems zehn Kilometer östlich der niederländischen Grenze etwa auf der Hälfte der Strecke zwischen der Kreisstadt Meppen im Süden und der Stadt Papenburg im Norden. Die Gemeinde ist landwirtschaftlich geprägt.

### Nachbargemeinden
Nachbargemeinden sind im Norden die Gemeinde Dörpen, im Osten die Gemeinde Wippingen, im Süden die Gemeinden Renkenberge, Fresenburg und Sustrum in der Samtgemeinde Lathen, im Westen die Gemeinden Walchum und Dersum.

## Geschichte
Die Burg zu Ahlen von 1387 war der Stammsitz eines gleichnamigen Geschlechts. Otto von Ahlden (= Ahlen), seines Zeichens Ritter zu Düthe, ist als erster aus dem Geschlecht per 5. Februar 1387 urkundlich bezeugt.
Die südliche Nachbargemeinde Renkenberge trug von ihrer Gründung am 1. September 1934 bis zum 6. September 1938 ebenfalls den Namen Kluse.

### Ortsname
Der Bahnhof Kluse bestand schon früher. Für den Bahnhof wurde der Name Kluse gewählt, weil sich in der Nähe des Bahnhofs eine Klause, auf Plattdeutsch „Kluse“ befindet, in deren Nähe früher die Pferde der Postkutschen ausgetauscht wurden.

### Entstehung der Gemeinde
Seit dem 1. Januar 1965 bildeten die Gemeinden Ahlen und Steinbild die Samtgemeinde Kluse. Die Gemeinde Kluse entstand durch den Zusammenschluss der ehemals selbständigen Gemeinden Steinbild und Ahlen bei der am 1. Januar 1973 in Kraft getretenen Gebietsreform in Niedersachsen.

## Politik

### Gemeinderat
Der Gemeinderat in Kluse setzt sich aus elf Ratsfrauen und -herren der folgenden Parteien zusammen. Die Ratsmitglieder werden durch eine Kommunalwahl für jeweils fünf Jahre gewählt. Die aktuelle Amtszeit begann am 1. November 2021 und endet am 31. Oktober 2026.
| Partei | 2021 |   | 2016 | 2011 |
| ------ | ---- | - | ---- | ---- |
| CDU    | 9    | 9 | 9    |      |
| SPD    | 2    | 2 | 2    |      |

### Bürgermeister
Der Bürgermeister der Gemeinde Kluse ist Hermann Borchers (CDU). Er wurde im November 2016 für eine vierte Amtszeit bestätigt. Sein Stellvertreter ist Karl-Hans Harren (CDU).

### Hoheitszeichen
| Wappen der Gemeinde Kluse | Blasonierung: „In Gold (Gelb) gespalten durch einen blauen Wellenstab; vorn ein roter Kirchturm und hinten über einem roten links schrägen Eisenbahngeleise auf roten Schwellen rote Windmühlenflügel.“ |
| Wappen der Gemeinde Kluse | Wappenbegründung: Die von Jürgen Krause aus Essen in Zusammenarbeit mit Bürgermeister Hermann Borchers entworfenen Hoheitszeichen wurden vom Rat der Gemeinde Kluse in seiner Sitzung am 6. Juni 2023 eingeführt und am 31. Januar 2024 vom Landrat des Landkreises Emsland genehmigt. Der stilisierte Kirchturm steht für die gotische St. Georgskirche im Ortsteil Steinbild, welche bereits 1512 erbaut wurde. Der Wellenstab symbolisiert die Ems. Die Windmühlenflügel erinnern an die Trüttken Mühle im Ortsteil Ahlen; der Schienenstrang an den früheren Bahnhof Kluse, welcher auch namensgebend für die heutige Gemeinde war. Die Farben Gold und Rot sind die Farben des früheren Hochstifts Münster, zu dem die früheren Gemeinden Ahlen und Steinbild gehörten. |

Hissflagge: „Die Flagge ist geteilt von Gelb und Rot mit dem Wappen in der Mitte.“
Banner: „Das Banner ist gespalten von Gelb und Rot mit dem Wappen oberhalb der Mitte.“
Gemeindesiegel: „Das Dienstsiegel enthält das Wappen und die Umschrift ‚Gemeinde Kluse - Landkreis Emsland‘.“

Hissflagge der Gemeinde
Banner der Gemeinde
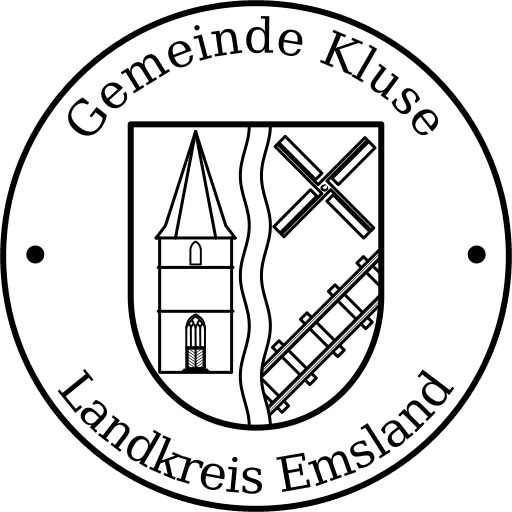
Siegel der Gemeinde

## Kultur und Sehenswürdigkeiten
- Das Gut Campe befindet sich im Ortsteil Steinbild.
- Nahe der Ortschaft verläuft die Transrapid-Teststrecke.
- Die Pfarrkirche St. Georg im eingemeindeten Ortsteil Steinbild ist ein spätgotisches Backsteinbauwerk aus der Zeit um 1512.

## Wirtschaft und Infrastruktur

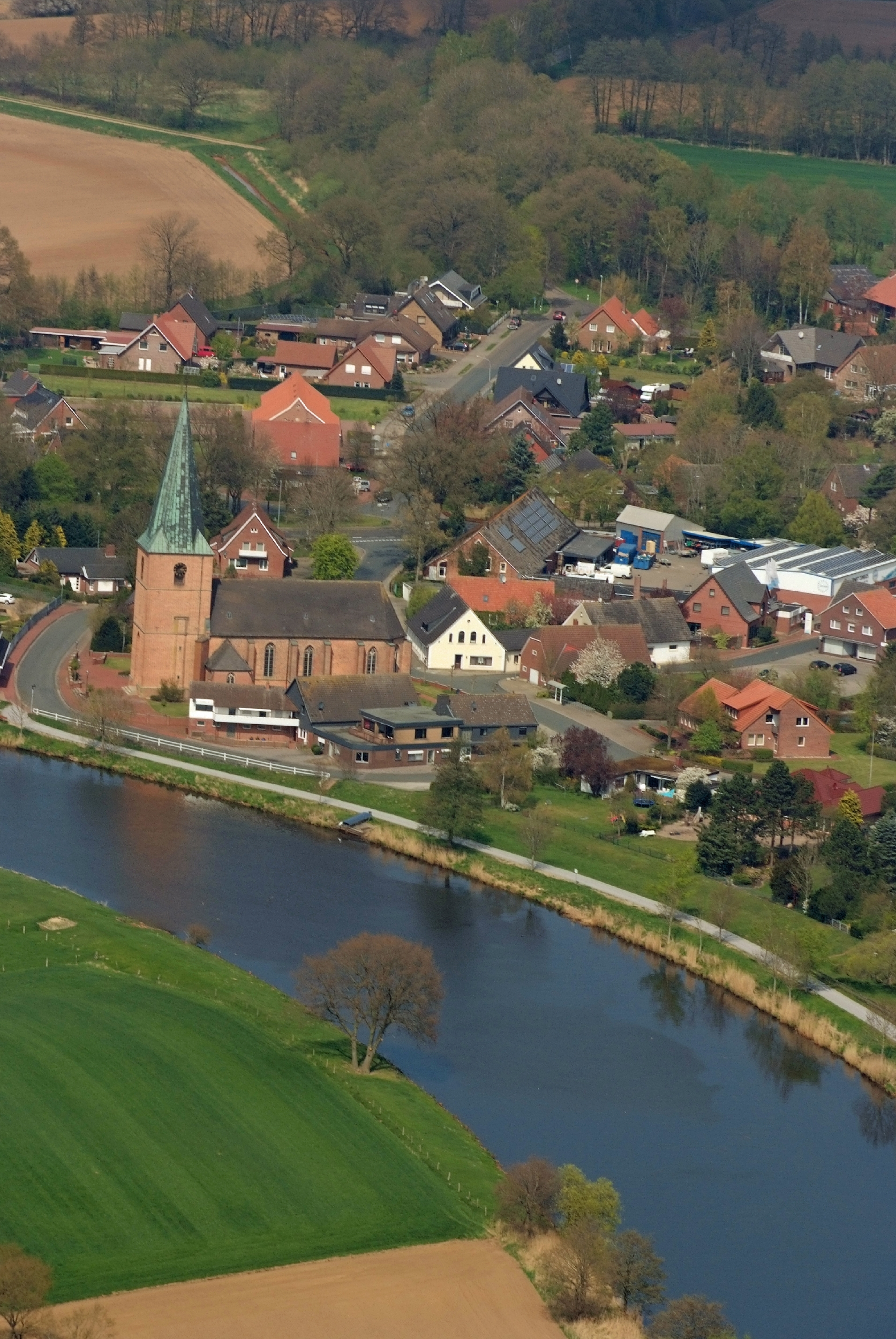
Steinbild an der Ems

Verkehr
Kluse liegt an der B 70 nahe der A 31 und an der Bahnstrecke Rheine–Norddeich Mole (Emslandstrecke), obgleich der Haltepunkt schon vor einigen Jahren geschlossen wurde, so dass jetzt ein Bahnhof in den Nachbargemeinden Lathen oder Dörpen genutzt werden muss.

## Persönlichkeiten

### Söhne und Töchter der Gemeinde
- Emmy von Dincklage (1825–1891), Romanschriftstellerin
- Clara von Dincklage-Campe (1829–1919), Schriftstellerin und Dichterin, Stiftsdame
- Friedrich von Dincklage-Campe (1839–1918), Soldat und Militärschriftsteller
- Heinrich Leffers (1865–1936), Kaufmann, Politiker (Zentrum) und Landtagsabgeordneter
- Carl Leffers (1869–1929), Kaufmann, Politiker (Zentrum) und Landtagsabgeordneter
- Wilhelm Leffers (1871–1952), katholischer Priester und Widersacher des Nationalsozialismus
- Hermann Lüken-Klaßen (1924–1994), Politiker (Zentrum, CDU), Mitglied des Niedersächsischen Landtags